# Bodegas Delgado
Las Bodegas Delgado son una bodega situada en el municipio español de Puente Genil, en la provincia de Córdoba (Andalucía). Producen vinos de la denominación de origen Montilla-Moriles.

## Historia
Las bodegas fueron fundadas en 1874 por Antonio Delgado Gálvez y su esposa, María Estrada Pérez. Con el paso de los años las bodegas fueron adquiriendo reconocimiento en la zona, al tiempo que se incrementaba su producción. En 1940 se inauguraron unas nuevas instalaciones fuera del casco urbano, el Lagar de San Antonio, destinadas a la elaboración y crianza de los vinos. No obstante, el recinto principal se encuentra situado en pleno centro de Puente Genil.